# Castropol
Castropol (Castripol en asturien) est une commune (concejo aux Asturies) située dans la communauté autonome des Asturies en Espagne.